# The End (videojuego)
The End es un juego arcade tipo Matamarcianos, lanzado por Konami en 1980. Stern Electronics  se encargó de fabricar y distribuir máquinas del videojuego en Estados Unidos. Hubo un port para Arcadia 2001.

## Jugabilidad
El objetivo de The End es disparar con la nave a invasores alienígenas para evitar que recojan los bloques que están en la parte inferior de la pantalla que forman tres cuadrados pequeños. Si los enemigos consiguen suficientes bloques para formar la palabra "END" en la parte superior de la pantalla o el jugador se queda sin vidas, el juego termina. También en la parte superior habrá una nave nodriza en donde saldrán los enemigos por cada enemigo anterior que haya sido eliminado. Si se eliminan todos los ememigos, el o los jugadores podrán pasar a un nivel de bonificación.

### Sistema de puntaje
Los enemigos tienen varios puntajes dependiendo de su color:
- Alienígenas morados: 40 puntos
- Alienígenas rojos: 60 puntos
- Atacantes amarillos y morados: 80 puntos
- Alienígenas morados y rojos: 120 puntos
- Alienígenas azules: 100-200 puntos

## Bootleg
Hay un hack francés de este videojuego conocido como Omega. Aquí los enemigos forman la palabra "FIN" (FIN en francés) en lugar de "END" al finalizar el juego.

## Curiosidades
- En la versión de Stern. Las bases están debajo de la nave del jugador (a diferencia de la versión de Konami en donde están arriba de la nave) lo que habrá espacio libre para disparar a cualquier enemigo más fácilmente, sin embargo, la nave no tendrá protección.[5]
- Publicado en octubre de 1981 por Stern bajo la licencia de Konami. Es el primer juego licenciado a Stern por Konami para que fuera distribuido en Norteamérica.[5]

## Puntaje récord
El puntaje más alto de este juego registrado en Twin Galaxies, lo obtuvo John P. McAllister en la versión arcade de Stern con un total de 81.110 puntos.